# Антропогенний ландшафт

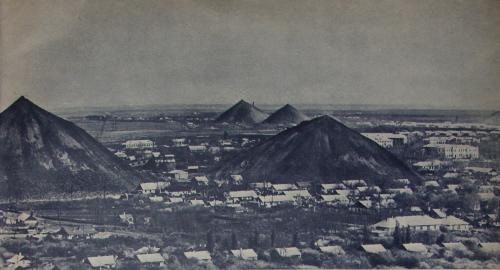
Терикони Донбасу — типовий приклад антропогенного ландшафту

Антропогенний ландшафт — це різні форми прояву людської діяльності в ландшафті.

## Загальний опис
Антропогенні ландшафти які поділяються на дві групи:
1. Типи використання земель чи угіддя (пасовища, плантації, сади);
2. Інженерні комплекси (мало — та багатоповерхові споруди чи цілі міста, дороги).

Від того, що до кожного них ми додамо слово ландшафт, тобто перейменуємо населені пункти в системні ландшафти, чи назвемо поле гороху гороховим ландшафтом, ні наука ні практика нічого не виграють.
Не на користь йдуть і пропозиції відмовитися від загальноприйнятих назв ландшафтних зон (лісостеп, степ) і віднині вважати степову зону польовою, лісостепову — пасовищною. Пропонують передати вивчення природних зон палеогеографії, ніби в зоні мусонних тропіків через вирубку лісів припинилася мусонна циркуляція атмосфери, змінився потік сонячної радіації, зник характерний режим зволоження чи стерлися з лиця землі гірські хребти з їх висотними поясами.
У антропогенному ландшафтознавстві частіше справа не йде далі констатацій зовнішніх проявів людської діяльності в ландшафтознавстві. Цей напрямок не дає відповіді на різні принципові питання, наприклад: чи може людина створити новий ландшафт і чи достатньо для цього змінити будь–який його компонент? Яке місце антропогенних та техногенних новоутворень в ландшафті; чи є вони чимось зовнішнім, чи можуть розглядатися як його компоненти чи являють самостійні системи чи утворюють системи нового типу разом з природною основою і наскільки вони стійкі? Як людина змінює структуру та функції ландшафту, наскільки ці зміни необоротні? Яким динамічним змінам підлягає ландшафт у результаті людського впливу?
На всі ці питання не зараз не можна дати вичерпну відповідь, але потрібно почати з аналізу результатів вчених, які працювали і працюють з проблемою впливу людини на ландшафти [20, с. 38—44].
Для вивчення антропогенних впливів на ландшафти використовують системний, ландшафтний, екологічний, ландшафтно–екологічний підходи, а також принципи оптимізації природного середовища. Дослідження антропогенного навантаження та трансформацій геосистем потребує визначення основних термінів та понять.
Вплив на довкілля — вилучення з довкілля або привнесення в нього речовин, енергії, тепла, інформації, внаслідок чого відбувається зміна компонентів, характеристик, параметрів довкілля, викликаних діяльністю людини.
Наслідки впливу — як позитивні, так і негативні дії, що відбуваються у результаті змін компонентів довкілля, що відчувають вплив діяльності людини і впливають на функціонування технічних об'єктів, умови життя та діяльності населення, функціонування інших геосистем.
Антропогенний вплив — вплив, який здійснюється господарської діяльністю людини на довкілля та ресурси і призводить до зміни їхніх характеристик.
Показники впливу — елементи чи параметри, за допомогою яких визначається ступінь впливу на геосистеми.
Оцінка впливу — діяльність спрямована на визначення характеру, ступеня чи величини впливу, прогнозування можливих наслідків діяльності людини на геосистеми. Важливе значення при оцінці антропогенної трансформації геосистеми має дослідження всіх можливих видів впливів на довкілля, а також вимір показників впливу.
Другий підхід об'єднує дослідження географів, які для класифікації сучасних ландшафтів визначальним уважають види та інтенсивність антропогенних впливів та корінні природні ландшафти.
Необхідно відмітити, що дослідженням антропогенних впливів займалося багато вчених, тому існує значна кількість різноманітних класифікацій (М. Пжевозняк, Н. Л. Чепурко, А.Костровіцкі, Ф. М. Мільков та ін.) Загалом вплив техногенних об'єктів на довкілля можна поділити на такі групи:
1. за видами господарської діяльності, що здійснює вплив на геосистеми. Виділяють: сільськогосподарські, лісогосподарські, водогосподарські, транспортні, рекреаційні, промислові, селитебні.
2. за територією, яку охоплює вплив: локальні, лінійні, площинні.
3. за режимом та тривалістю дій: коротко часові, тривалі, епізодичні, періодичні, практично безперервні.
4. за характером дії на довкілля: механічні, гідроморфічні, теплові, фізичні, хімічні.

Основним наслідком впливу на ландшафти є формування антропогенних ландшафтів. Дослідженням самих антропогенних ландшафтів та їх класифікацією саме займалися: Ф. М. Мільков, Г. І. Денисик, Л. І. Воропай та інші автори, тому в літературі існує багато визначень цього поняття. Проте найпоширенішим є визначення Ф. М. Мількова (1973), за яким антропогенні ландшафти — як заново створені ландшафти, так і ті природні комплекси, в яких корінних змін зазнав будь–який з його компонентів. Загальна особливість всіх видів антропогенних ландшафтів є певна ступінь їх зміненості, трансформованості внаслідок господарської діяльності. Це дає змогу говорити про поняття антропогенної трансформованості ландшафту.
Антропогенна трансформація — зміна природних систем під впливом господарської діяльності людини. Це інтегрована характеристика, яка враховує не лише зміни структури геосистеми в цілому, але й фізичні й хімічні забруднення компонентів ландшафтної системи, зміни видового складу. Антропогенна трансформація характеризує сукупний впливів різних видів навантажень на ландшафтну систему.
Це результат взаємодії людини з довкіллям у межах конкретних геосистем.
У процесі трансформації ландшафт піддається певним змінам, які можуть бути класифіковані так:
1. за орієнтованістю впливу: прямі, опосередковані, зміни;
2. за глибиною змін: функціонування, динаміка, розвиток;
3. за зворотністю: зворотні, незворотні;
4. за направленістю: прогресивні, регресивні;
5. за ступенем відповідності поставленій меті: цілеспрямовані, побічні.

## Окремі види антропогенного ландшафту
Міський ландшафт характеризується майже повним перетворенням природного рельєфу, зміною його гіпсометричного положення та гідрографічної мережі, перетворенням ґрунтового покриву, будівництвом промислово-господарчих та житлових будівель, значним зниженням або підвищенням рівня ґрунтових вод. В одних випадках через зниження статичного рівня водоносних горизонтів вони не дренуються річками, що призводить до обміління і навіть зникнення останніх. В інших — у межах міських агломерацій внаслідок аварій на водопроводах та каналізаційних системах у верхні водоносні горизонти надходять води, що викликає підвищення рівня ґрунтових вод і підтоплення житлових та промислових об'єктів.
Створення міських ландшафтів призводить до незворотних наслідків. Зокрема, докорінно змінюються природні геологічні і геоморфологічні умови довкілля та формуються нові умови, характерні для міських агломерацій.
Гірничопромисловий ландшафт вирізняється створенням разом із виробничими спорудами систем збагачення, очистки і складування відходів із відповідною інфраструктурою гірничо-збагачувальних комбінатів (ГЗК), кар'єрів, шахт, будівництвом терасованих воронок, виникненням озер. Техногенні від'ємні форми рельєфу чергуються з позитивними — відвалами, териконами, насипами. Змінюються рослинний покрив та склад ґрунтів. Такі ландшафти формуються за відносно короткий час, займаючи великі території. Особливо це стосується шахтних полів вугільних шахт, залізорудних кар'єрів, родовищ кам'яної солі, глин, пісків та ін. Гірничопромислові ландшафти широко розвинуті на Донбасі, у Придніпров'ї, на Волині, Прикарпатті та у деяких інших регіонах України.
Сільськогосподарський ландшафт формується внаслідок інтенсивного сільськогосподарського виробництва (хліборобства, овочівництва, садівництва, тваринництва, птахівництва та ін.). Створення такого ландшафту супроводжується не лише вирівнюванням території з вилученням тих об'єктів, що заважають проведенню робіт, а й спорудженням насипів, ставків, зрошувальних каналів. Сільськогосподарські ландшафти існують на всій території України.
Військовий ландшафт виникає в процесі воєнних операцій та крупномасштабних військових навчань. Характеризується значним поширенням дрібнобугристого рельєфу через численні воронки від вибухів, системи окопів, насипів, різних військових інженерних споруд та комунікацій. В Україні такий ландшафт утворився у зоні бойових дій у Луганській та Донецькій областях, на військових полігонах Миколаївщини, Львівщини, Житомирщини, Чернігівщини та інших областей.